# Hydrillodes subbasalis
Hydrillodes subbasalis är en fjärilsart som beskrevs av Moore 1877. Hydrillodes subbasalis ingår i släktet Hydrillodes och familjen nattflyn. Inga underarter finns listade i Catalogue of Life.